# Iso Mustajärvi (sjö i Finland, Birkaland)
Iso Mustajärvi är en sjö i Finland. Den ligger i Ylöjärvi stad i landskapet Birkaland, i den sydvästra delen av landet, 230 km norr om huvudstaden Helsingfors. Iso Mustajärvi ligger 170,8 meter över havet. Arean är 1,87 kvadratkilometer och strandlinjen är 10,58 kilometer lång. Sjön  ingår i Kumo älvs huvudavrinningsområde.   I omgivningarna runt Iso Mustajärvi växer i huvudsak barrskog.
I sjön finns flera öar, bland dem Isosaari.